# Lukas Klapfer
Lukas Klapfer, né le 25 décembre 1985 à Eisenerz (Styrie), est un coureur autrichien du combiné nordique. Il est trois fois médaillé de bronze olympique, dont une fois individuellement en 2018.

## Carrière
Sa carrière internationale démarre en janvier 2002, à Saalfelden, lors d'une épreuve de Coupe du monde B. Son premier podium est une deuxième place obtenue à Lillehammer en décembre 2003. Il obtient sa première victoire à Steamboat Springs en décembre 2006. En 2004, il prend la médaille de bronze à la compétition par équipes des Championnats du monde junior.
En 2005, il fait ses premières apparitions en Coupe du monde à Sapporo (18e) et obtient son premier podium individuel le 7 février 2009 à Seefeld en arrivant deuxième derrière son compatriote Mario Stecher. Six ans plus tard, il remonte enfin sur le podium, en vainqueur cette fois : il remporte à Schonach la Coupe de la Forêt-noire le 4 janvier 2015, devant Akito Watabe et Jan Schmid, après avoir terminé troisième du saut. S'il est au mieux quinzième aux Championnats du monde à Falun, pour ses premières épreuves individuelles aux mondiaux, il prend place au dixième rang de la Coupe du monde. Un an plus tard, il se retrouve neuvième du classement général, son meilleur de sa carrière, grâce à deux podiums à Lillehammer et Schonach.
En 2014, il est médaillé de bronze aux Jeux olympiques de Sotchi dans l'épreuve par équipes avec Christoph Bieler, Bernhard Gruber et Mario Stecher. Individuellement, il est douzième et quinzième.
En janvier 2018, Klapfer figure sur deux podiums individuels à Val di Fiemme en préparation des Jeux olympiques de Pyeongchang, où il remporte de manière surprise la médaille de bronze à l'épreuve Gundersen en petit tremplin derrière Eric Frenzel et Akito Watabe. Il prend aussi le bronze à l'épreuve par équipes.
En 2019, il prend part à ses troisièmes mondiaux à Seefeld, où il gagne la médaille de bronze par équipes.

## Palmarès

### Jeux olympiques
| Épreuve / Édition   | Individuel     | Individuel     | Par équipes Grand tremplin |
| Épreuve / Édition   | Petit tremplin | Grand tremplin | Par équipes Grand tremplin |
| JO 2014 Sotchi      | 12e            | 15e            | Bronze                     |
| JO 2018 Pyeongchang | Bronze         | 9e             | Bronze                     |

### Championnats du monde
En 2009 à Liberec, il n'a pas pris le départ de la mass-start 10 km alors qu'il était inscrit. Il participe à sa première épreuve en mondial, à Val di Fiemme en 2013, au sein du relais autrichien, qui finit à la cinquième place.
| Épreuve / Édition           | Individuel     | Individuel     | Individuel            | Par équipes Relais    |
| Épreuve / Édition           | Petit tremplin | Grand tremplin | Départ en ligne       | Par équipes Relais    |
| Mondiaux 2009 Liberec       | -              | -              | Non partant           | -                     |
| Épreuve / Édition           | Individuel     | Individuel     | Par équipes           | Par équipes           |
| Épreuve / Édition           | Petit tremplin | Grand tremplin | Grand tremplin Sprint | Petit tremplin Relais |
| Mondiaux 2013 Val di Fiemme | -              | -              | 5e                    | -                     |
| Mondiaux 2015 Falun         | 15e            | 21e            | 5e                    | -                     |
| Mondiaux 2019 Seefeld       | -              | 31e            | -                     | Déclassé              |
| Mondiaux 2021 Oberstdorf    | 22e            | 26e            | -                     | Bronze                |

### Coupe du monde
- Meilleur classement général : 9e en 2016.
- 6 podiums individuels : 1 victoire, 2 deuxièmes places et 3 troisièmes places.
- 5 podiums par équipes : 1 deuxième place et 4 troisièmes places.

Palmarès à l'issue de la saison 2020-2021

#### Différents classements en Coupe du monde
| Année     | Classement général final |
| 2004-2005 | 49e                      |
| 2006-2007 | 29e                      |
| 2007-2008 | 29e                      |
| 2008-2009 | 14e                      |
| 2009-2010 | 36e                      |
| 2010-2011 | 29e                      |
| 2011-2012 | 45e                      |
| 2012-2013 | 34e                      |
| 2013-2014 | 13e                      |
| 2014-2015 | 10e                      |
| 2015-2016 | 9e                       |
| 2016-2017 | 28e                      |
| 2017-2018 | 14e                      |
| 2018-2019 | 18e                      |
| 2019-2020 | 15e                      |
| 2020-2021 | 18e                      |
| 2021-2022 | 34e                      |

#### Détail des victoires
| Édition / Épreuve | Gundersen | Total |
| 2015              | Schonach  | 1     |
| Total             | 1         | 1     |

### Championnats du monde junior
- Stryn 2004 :
  -  médaille de bronze par équipes (mass start).

### Coupe continentale
- 10 victoires individuelles.
- 1 victoire par équipes.

Palmarès au 18 février 2022

### Championnat d'Autriche
- Vice-champion en 2011 à Bischofshofen.